# Ассам (чай)
Асса́м или асса́мский чай (ассам. অসম চাহ, хинди असमिया चाय, англ. Assam tea) — сорт чёрного крупнолистового чая, выращиваемого на северо-востоке Индии, в долине реки Брахмапутры, между Шиллонгом и Восточными Гималаями. В дикой природе растение может достигать высоты до 20 метров, но на плантациях ему не дают вырастать более 2 метров (для удобства сбора). Ассамское дерево достаточно неприхотливо и даёт хороший урожай.
Ассам, так же как и смешанные чаи с ассамом, нередко продаются в Великобритании как «чаи к завтраку» (англ. breakfast tea).
Чай собирается два раза в год: весной (март — апрель) и летом (июль — сентябрь). Основной объём чая собирается во время второго сбора, который при этом считается самым хорошим. Второй сбор, который обычно длится до сентября, может быть продлён до декабря. В этом случае появляется третий сбор — зимний.

## Состав
Чай ассам богат теафлавинами, с широкой биологической активностью, включая антиоксидантные свойства.
| Теафлавин | Теафлавин-3-галлат | теафлавин-3'-галлат | теафлавин-3-3'-дигаллат | Всего     |
| --------- | ------------------ | ------------------- | ----------------------- | --------- |
| 0.15–0.22 | 0.22–0.41          | 0.16–0.29           | 0.42–1.13               | 0.96–1.91 |